# Old Markhamians Rugby Football Club
Old Markhamians Rugby Football Club, también conocido como Old Markhamians o simplemente como OMRFC, fue un club de rugby fundado en la ciudad de Lima por miembros del Markham College. Reunió a alumnos, exalumnos y padres de familia del colegio, así como interesados en formar parte de la institución.

## Historia
En 1992, exalumnos del Markham College (también conocidos como Old Markhamians) y el profesor David Roberts formaron un equipo de jóvenes entre 17 a 19 años que empezó a enfrentarse contra un equipo del Lima Cricket and Football Club. 
Tres años después, en 1995, Old Markhamians fue fundado con el apoyo del Markham College y de William Baker y Michael Young. 
En 1999, obtuvo su primer título del Torneo Metropolitano de Rugby de Lima, el campeonato de rugby XVs más importante de Perú. En 2003, y por última vez, volvió a salir campeón.
Su última participación en la Primera División del rugby peruano fue en 2019. Al año siguiente, el club se fusionó con Markhamian Rugby Association (MRA), creando al Unión Rugby Club.

## Palmarés
- Torneo Metropolitano de Rugby de Lima (2): 1999, 2003